# 268 a.C.

## Eventos
- Públio Semprônio Sofo e Ápio Cláudio Crasso Russo, cônsules romanos. Cláudio morreu enquanto ocupava o consulado.[1]